# 축융

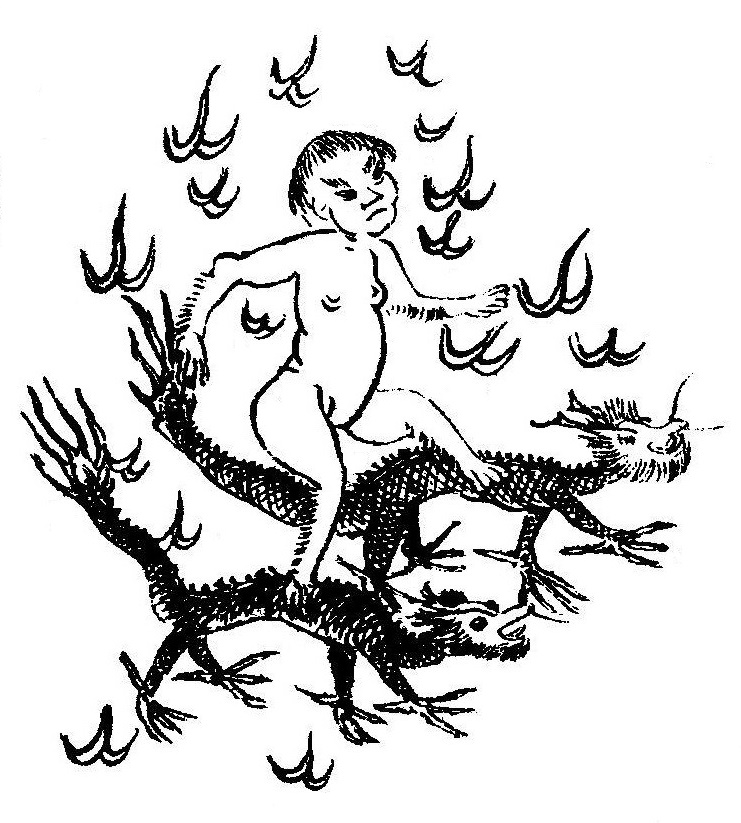
축융의 그림

축융(祝融), 적제(赤帝) 축융(祝融)은 중국 신화의 불의 신이자 남쪽의 신이다.

## 개요
축융은 갑옷을 입고 칼을 휘두르며 커다란 호랑이를 탄 자신감이 넘치는 모습으로 묘사된다. 축융은 하늘과 땅을 분리하고 전 세계의 질서를 세우는 것을 도운 신 중 하나였다.
축융은 자신의 아들인 물의 악령으로 대홍수를 일으킨 공공과의 전투로 유명하다. 축융은 자신의 아들이 하늘의 왕좌를 찬탈하려 한다는 소식을 듣고 이를 제지하러 갔다. 둘은 하늘에서 며칠 동안 싸우다가 땅으로 떨어졌다. 결국에 공공은 패하였고 축융은 승전고를 울리며 하늘로 돌아왔다. 삼국지연의에 등장하는 축융부인은 축융의 후예라고 서술하였다.
고대 중국의 전설에 따르면, 초나라의 선조 전욱의 후손인 중려(重黎)가 제곡이 즉위한 뒤에 화정(火正：불을 관리하는 벼슬)을 맡았다. 중려는 불빛으로 천하를 밝게 비추어 큰 공을 세웠으므로 제곡이 그를 축융(祝融)이라 부르도록 명하였다. 축융(祝融)의 후손이 기(己)씨라고 전하기도 하는데, 주나라 시대 소(蘇)씨가 되었다.

## 같이 보기
- 전욱
- 공공
- 초나라
- 소나라
- 추나라
- 오나라
- 월나라